# Idaea mustelata
Idaea mustelata,là một loài bướm đêm thuộc họ Geometridae. In châu Âu it is only found on bán đảo Iberia. Nó cũng được tìm thấy ở North Africa, from Maroc up to Western Algérie. It was considered a subspecies of Idaea rusticata up to 2004 when it was re-instated at species level by Axel Hausmann.
Sải cánh dài 12–16 mm. Con trưởng thành bay từ tháng 7 đến tháng 8 tùy theo địa điểm.
The larval food plants are unknown